# 10172 Humphreys
10172 Humphreys è un asteroide della fascia principale. Scoperto nel 1995, presenta un'orbita caratterizzata da un semiasse maggiore pari a 2,7408853 UA e da un'eccentricità di 0,0588727, inclinata di 5,45926° rispetto all'eclittica.
L'asteroide è dedicato a Roberta M. Humphreys, astronoma statunitense.